# نانولوله کربنی چنددیواره
نانولوله کربنی چنددیواره (MWCNTs) نانوسازه‌ای متشکل از چند لایه گرافین هم‌مرکز است. این نانومواد دارای خواص مکانیکی، الکتریکی و حرارتی فوق‌العاده‌ای هستند که آن‌ها را برای انواع گسترده‌ای از کاربردها ارزشمند می‌کند. نانولوله‌های کربنی چنددیواره در صنایع الکترونیک، تقویت مواد کامپوزیتی، ذخیره‌سازی و تبدیل انرژی، و زیست‌پزشکی کاربردهای نو و مفیدی دارند.

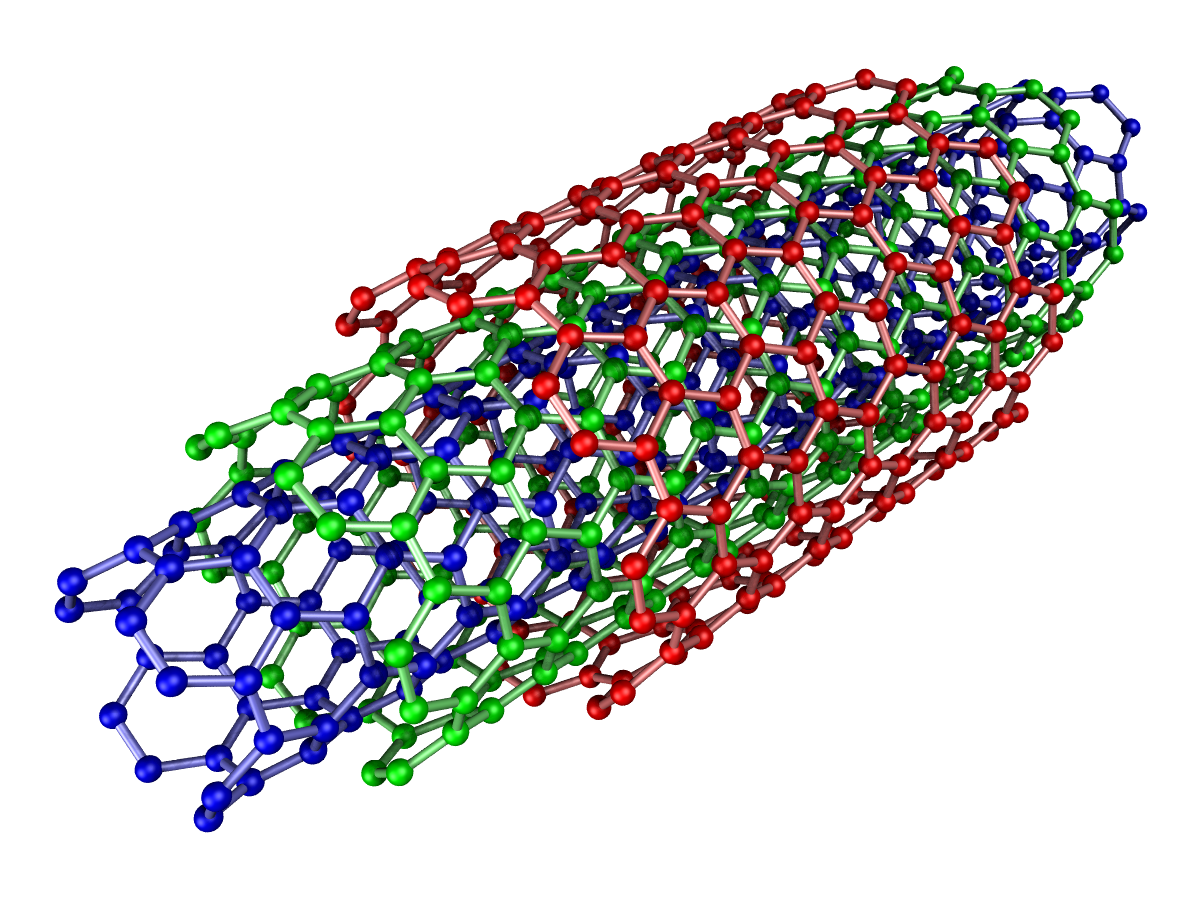
نانولوله کربنی سه‌دیواره

## ویژگی‌های ساختاری و فیزیکی
نانولوله‌های کربنی چنددیواره از ۲ تا ۳۰ لایه‌ی هم‌مرکز گرافین تشکیل می‌شوند و قطر آن‌ها از ۳ تا ۳۰ نانومتر متغیر است. این نانولوله‌ها دارای استحکام کششی بیش از ۱۰۰ برابر فولاد هستند و چگالی بسیار کمتری دارند که به تولید موادی سبک و مستحکم کمک می‌کند. ساختار چندلایه‌ای آن‌ها باعث ایجاد استحکام، مقاومت و پایداری شیمیایی عالی می‌شود و این نانولوله‌ها را برای کاربردهای با عملکرد بالا مناسب می‌سازد. در صنعت ساختمانی، تحقیقات نشان داده‌اند که MWCNTها می‌توانند خواص مکانیکی، الکتریکی و حرارتی مواد ساختمانی مانند سیمان را بهبود ببخشند و به‌عنوان تقویت‌کننده در ملات‌های سیمانی، خواص نفوذپذیری و استحکام فشاری را ارتقاء دهند.

## مقایسه با نانولوله کربنی تک‌دیواره
نانولوله کربنی تک‌دیواره از یک لایه گرافین که به شکل لوله‌ای پیچیده شده است تشکیل می‌شود و قطر آن‌ها معمولاً بین ۱ تا ۲ نانومتر است. نانولوله‌های کربنی تک‌دیواره دارای خواص الکتریکی منحصر به فردی هستند و بسته به شکل چرخش و قطرشان می‌توانند از خود رفتار فلزی یا نیمه‌هادی بروز دهند. در مقابل، نانولوله‌های چند‌دیواره عموماً رفتار فلزی دارند و در کاربردهایی که نیاز به استحکام و دوام بیشتر دارند، به نوع تک‌دیواره ترجیح داده می‌شوند.

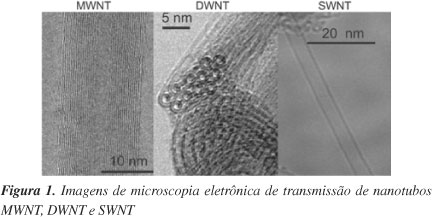
تصاویر TEM از انواع نانولوله‌های کربنی

## کاربرد در الکترونیک
نانولوله‌های کربنی چندجداره به دلیل رسانایی الکتریکی بالا و پایداری در الکترونیک بسیار کاربرد دارند. از آن‌ها در توسعه ترانزیستورها، حسگرها و فیلم‌های رسانای شفاف استفاده می‌شود. فیلم‌های رسانای شفاف برمبنای این نانولوله‌ها در صفحه‌های لمسی، نمایشگرها و سلول‌های خورشیدی به کار گرفته می‌شوند. همچنین، حسگرهایی با حساسیت بالا برای تشخیص گازها، مواد شیمیایی و عوامل بیولوژیکی مبتنی بر این نانولوله‌ها در حال توسعه هستند.

## تقویت مواد کامپوزیتی
افزودن نانولوله‌های چنددیواره به مواد کامپوزیتی، ویژگی‌های مکانیکی آن‌ها را به‌طور چشمگیری بهبود می‌دهد. با اضافه کردن آن‌ها به پلیمرها، فلزات و سرامیک‌ها، استحکام، دوام و پایداری آن‌ها افزایش می‌یابد. این کاربرد در صنایع هوافضا و خودروسازی و هر صنعتی که مواد سبک و مقاوم در آن ضروری هستند، از اهمیت بالایی برخوردار است. مواد کامپوزیتی تقویت‌شده با این نانولوله‌ها در قطعات هواپیماها، خودروها و تجهیزات ورزشی استفاده می‌شوند. برای تقویت مواد مرکب، اتصال سطحی قوی بین نانولوله‌ها و ماده ماتریکس (مانند فلز یا پلیمر) لازم است. فرآیند عملکردی‌سازی (تغییر شیمی سطح نانولوله‌ها) باعث بهبود سازگاری نانولوله‌های کربنی چندجداره با ماتریکس‌های مختلف می‌شود که این امر منجر به انتقال بهتر تنش و توزیع بار درون ماده کامپوزیتی می‌شود.

## ذخیره‌سازی و تبدیل انرژی
نانولوله‌های چنددیواره نقش حیاتی در فناوری‌های ذخیره‌سازی و تبدیل انرژی ایفا می‌کنند. این نانولوله‌ها با افزایش ظرفیت و بهبود چرخه‌های شارژ-تخلیه در باتری‌های لیتیوم-یونی عملکرد آن‌ها را بهبود می‌دهند. با بهبود خاصیت رسانایی و افزایش تعداد سایت‌های فعال برای ذخیره یون‌های لیتیوم، این نانولوله‌های کربنی موجب بهبود کارایی باتری‌ها می‌شوند. در این راستا، روش‌هایی چون اصلاح سطحی و مهندسی نقص در نانولوله‌های کربنی برای بهینه‌سازی تعامل آن‌ها با یون‌های لیتیوم به‌کار گرفته می‌شود که به طور مستقیم بر ظرفیت خاص و کارایی شارژ و تخلیه باتری‌ها تأثیر می‌گذارد. همچنین، از این نانولوله‌ها در ابرخازن‌ها و سلول‌های سوختی برای افزایش کارایی ذخیره‌سازی و تبدیل انرژی استفاده می‌شود.

## کاربردهای زیست‌پزشکی
نانولوله‌های چنددیواره مسیرهای جدیدی را در نانوپزشکی باز کرده‌اند. توانایی این نانولوله‌ها در نفوذ به غشاهای زیستی، آن‌ها را برای سیستم‌های داروسازی هدفمند مناسب ساخته است. محققان در حال بررسی امکان استفاده از آن‌ها به‌عنوان حامل داروهای ضدسرطان و عوامل درمانی دیگر هستند. در زمینه‌ی رسانش دارویی، MWCNT ها به ویژه شکل‌های عملکردی‌شده آن‌ها که می‌توانند میزان رهاسازی داروهای هیدروفوبی مانند سولفامتوکسازول و گریسوفولوین را کنترل کنند، مورد استفاده قرار گرفته‌اند.

## تاثیرات زیست‌محیطی
نانولوله‌های چنددیواره به حفظ محیط زیست کمک می‌کنند، چرا که در حذف آلاینده‌ها از آب و هوا تأثیرگذار هستند. از آن‌ها در سیستم‌های تصفیه آب برای حذف فلزات سنگین و ترکیبات آلی و در فیلترهای هوا برای جذب آلاینده‌ها استفاده می‌شود.

## روش‌های تولید
سه روش اصلی برای تولید نانولوله کربنی چنددیواره(MWCNT)؛ رسوب دهی بخار شیمیایی(CVD)، تخلیه قوس الکتریکی و تبخیر لیزری هستند.

#### رسوب دهی بخار شیمیایی(CVD)
این روش رایج‌ترین تکنیک برای تولید MWCNT است، زیرا قابلیت کنترل بالایی بر خواص نانولوله‌ها دارد و برای تولید در مقیاس صنعتی نیز به صرفه است. در این فرآیند، یک گاز کربنی (مانند متان یا استیلن) در حضور یک کاتالیست فلزی (معمولاً آهن، نیکل یا کبالت) در دمای بالا (بین ۷۰۰ تا ۱۲۰۰ درجه سانتی‌گراد) تجزیه می‌شود. اتم‌های کربن به‌تدریج روی کاتالیست رسوب کرده و به صورت لایه‌های متوالی، نانولوله را تشکیل می‌دهند. با تغییر شرایط مانند دما، نرخ جریان گاز و اندازه کاتالیست، می‌توان ویژگی‌هایی مثل قطر، طول، و تعداد دیواره‌های نانولوله‌ها را تنظیم کرد.

#### تخلیه قوس الکتریکی
در این روش، یک قوس الکتریکی میان دو الکترود گرافیتی در محیطی با دمای بسیار بالا (حدود ۴۰۰۰ درجه سانتی‌گراد) ایجاد می‌شود. این دما باعث تبخیر اتم‌های کربن و بازترکیب آن‌ها برای تشکیل نانولوله می‌شود. این تکنیک برای تولید نانولوله‌های با کیفیت بالا مناسب است، اما کنترل دقیق بر ابعاد نانولوله‌ها در این روش دشوار است و بازده آن نیز نسبت به CVD پایین‌تر است.

#### تبخیر لیزری
در این روش، از یک لیزر قدرتمند برای تبخیر یک هدف گرافیتی درون یک محفظه گرم‌شده که با گاز بی‌اثر (مانند آرگون یا نیتروژن) پر شده، استفاده می‌شود. محصول این فرآیند نانولوله‌هایی با خلوص بسیار بالا است، اما هزینه‌های بالای تجهیزات و تولید، آن را محدود به کاربردهای خاصی مثل الکترونیک پیشرفته می‌کند.

## خواص اپتوالکتریکی
نانولوله‌های کربنی چنددیواره خواص نوری و الکترونیکی منحصربه‌فردی دارند که از برهم‌کنش نور با الکترون‌های π موجود در ساختار کربنی آن‌ها ناشی می‌شود. این ویژگی‌ها باعث شده است که MWCNT برای استفاده در فناوری‌های پیشرفته‌ای مثل سلول‌های خورشیدی، فیلم‌های رسانای شفاف و آشکارسازهای نوری بسیار کاربردی باشد.

## چالش‌ها
با وجود مزایای فراوان، نانولوله‌های چنددیواره با چالش‌هایی مواجه هستند، از جمله دستیابی به توزیع یکنواخت در محلول‌ها یا پلیمرها، اطمینان از خلوص با حذف کاتالیزورهای فلزی باقیمانده و به حداقل رساندن نقص‌ها.